# I-15 (1940)
El I-15 (イ-15?) fue un submarino portaaviones del Tipo B1 de la Armada Imperial Japonesa que participó en la Segunda Guerra Mundial hasta su hundimiento en 1942.

## Descripción
El I-15, de casi 2.600 t en superficie, tenía la capacidad de sumergirse hasta 100 m, desplazándose entonces a una velocidad máxima de 8 nudos, con una autonomía de 96 millas náuticas a una velocidad reducida de 3 nudos. En superficie, su autonomía era de 14.000 millas náuticas, desarrollando una velocidad máxima de 23,6 nudos. Trasportaba un hidroavión biplaza de reconocimiento Yokosuka E14Y conocido por los Aliados como Glen, almacenado en un hangar hidrodinámico en la base de la torre de la vela.

## Historial
En la Segunda Guerra Mundial el I-15 tuvo su primera misión durante el ataque a Pearl Harbor, cuando patrulló al norte de Oahu para hundir cualquier buque que tratase de dejar la base estadounidense. El 1 de febrero de 1942 sobrevivió a un ataque aéreo por parte de aparatos del USS Enterprise mientras se encontraba en Kwajalein. Junto a los I-9, I-17, I-19 e I-25, se sumergió en los 50 metros de profundidad existentes en la zona hasta que pasó el ataque.
El 4 de marzo reaprovisionó de combustible en el atolón de French Frigate Shoals a los dos hidroaviones Kawanishi H8K2 que participaron en la Operación K, un segundo bombardeo a Pearl Harbor. El hidroavión del I-15 fue dejado en tierra y su hangar ocupado por seis depósitos de combustible de aviación.
El I-15 resultó hundido el 10 de noviembre de 1942 cuando se encontraba recargando sus baterías cerca de la isla de San Cristóbal, en el archipiélago de las Islas Salomón. Fue localizado por el USS Southard, un viejo destructor de la Clase Clemson reconvertido en dragaminas. Tras sumergirse, el I-15 fue forzado a emerger debido a los daños causados por las cargas de profundidad, momento en que el buque estadounidense alcanzó con fuego de artillería al submarino japonés, causando su hundimiento en la posición (10°13′S 161°9′E / -10.217, 161.150). No hubo supervivientes.